# Pauson-Khand-Reaktion
Unter der Pauson-Khand-Reaktion (kurz: PK-Reaktion oder PKR; auch: Cyclopentenon-Anellierung) versteht man in der Organischen Chemie eine Namensreaktion, welche die Mehrkomponentenreaktion zur Synthese substituierter Cyclopentenone beschreibt. Sie wurde von dem britisch-jüdischen Chemiker Peter Ludwig Pauson (1925–2013) und dem indischen Chemiker Ihsan U. Khand (1935–1980) sowie Graham R. Knox und William E. Watts 1971 an der University of Strathclyde in Glasgow entwickelt. Es handelt sich um eine [2+2+1]-Cycloaddition, zu der ein Alken, ein Alkin und Kohlenmonoxid sowie Dicobaltoctacarbonyl benötigt werden.

## Mechanismus
Der Reaktionsmechanismus der Pauson-Khand-Reaktion ist nicht vollständig gesichert. Folgender Mechanismus wird als wahrscheinlichster postuliert: Zunächst werden am Cobaltoctacarbonyl zwei CO-Liganden, zum Beispiel oxidativ, entfernt. Die anschließende Addition eines Alkins liefert ein Dicobaltatetrahedran (siehe auch Nicholas-Reaktion). Nach Dissoziation eines weiteren CO-Liganden findet die Addition des Alkens statt, danach wird CO wieder am Metall komplexiert. Durch nukleophilen Angriff an einem Carbonylkohlenstoff wird die spätere Carbonylfunktion eingeführt. Die Reaktion endet mit dem Ringschluss zum Fünfring und der Abspaltung von Dicobalthexacarbonyl.

## Produkte
Bei der Pauson-Khand Reaktion entsteht ein Gemisch von zwei racemischen Regioisomeren. Abgebildet ist hier nur jeweils ein Enantiomer der beiden Regioisomeren:

## Intramolekulare Reaktion
Neben der bereits vorgestellten intermolekularen Variante gibt es auch eine intramolekulare Variante der Pauson-Khand Reaktion. Die eingezeichneten Sternchen * markieren Chiralitätszentren.

## Variationen
Anstelle des klassischen Cobaltkatalysators können auch andere Übergangsmetallkatalysatoren, beispielsweise der Wilkinson-Katalysator auf Rhodiumbasis, verwendet werden. Auch andere Katalysatorsysteme mit Molybdän, Eisen oder Iridium sind erfolgreich eingesetzt worden.

### Primärliteratur
- Ihsan U. Khand, Graham R. Knox, Peter L. Pauson, William E. Watts: A cobalt induced cleavage reaction and a new series of arenecobalt carbonyl complexes. In: Journal of the Chemical Society D. Chemical Communications. Nr. 1, 1971, S. 36, doi:10.1039/C2971000036A.
- Ihsan U. Khand, Graham R. Knox, Peter L. Pauson, William E. Watts: Organocobalt complexes. Part I. Arene complexes derived from dodecacarbonyltetracobalt. In: Journal of the Chemical Society. Perkin Transactions 1. 1973, S. 975–977, doi:10.1039/P19730000975.
- Ihsan U. Khand, Graham R. Knox, Peter L. Pauson, William E. Watts, Michael I. Foreman: Organocobalt complexes. Part II. Reaction of acetylenehexacarbonyldicobalt complexes, (R1C2R2)Co2(CO)6, with norbornene and its derivatives. In: Journal of the Chemical Society. Perkin Transactions 1. 1973, S. 977–981, doi:10.1039/P19730000977.
- Ihsan U. Khand, Peter L. Pauson: Organocobalt complexes. Part VIII. Specificity of the cyclopentenone synthesis from acetylenehexacarbonyldicobalt complexes and norbornene derivatives. In: Journal of the Chemical Society. Perkin Transactions 1. Nr. 1, 1976, S. 30–32, doi:10.1039/P19760000030.
- Peter L. Pauson, Ihsan U. Khand: Uses of Cobalt-Carbonyl Acetylene Complexes in Organic Synthesis. In: Annals of the New York Academy of Sciences. Band 295, 1977, S. 2–14, doi:10.1111/j.1749-6632.1977.tb41819.x.

### Sekundärliteratur
- Philip D. Magnus, Lawrence M. Principe: Origins of 1,2- and 1,3-stereoselectivity in dicobaltoctacarbonyl alkene-alkyne cyclizations for the synthesis of substituted bicyclo[3.3.0]octenones. In: Tetrahedron Letters. Band 26, Nr. 40, 1985, S. 4851–4854, doi:10.1016/S0040-4039(00)94968-2.